# الكسندر ميتلاند ستيفن
الكسندر ميتلاند ستيفن هو كاتب وشاعر كندي، ولد في 8 مايو 1882 في Hanover, Ontario ‏ في كندا، وتوفي في 1 يوليو 1942 في فانكوفر في كندا.